# 魯斯基蒂什基

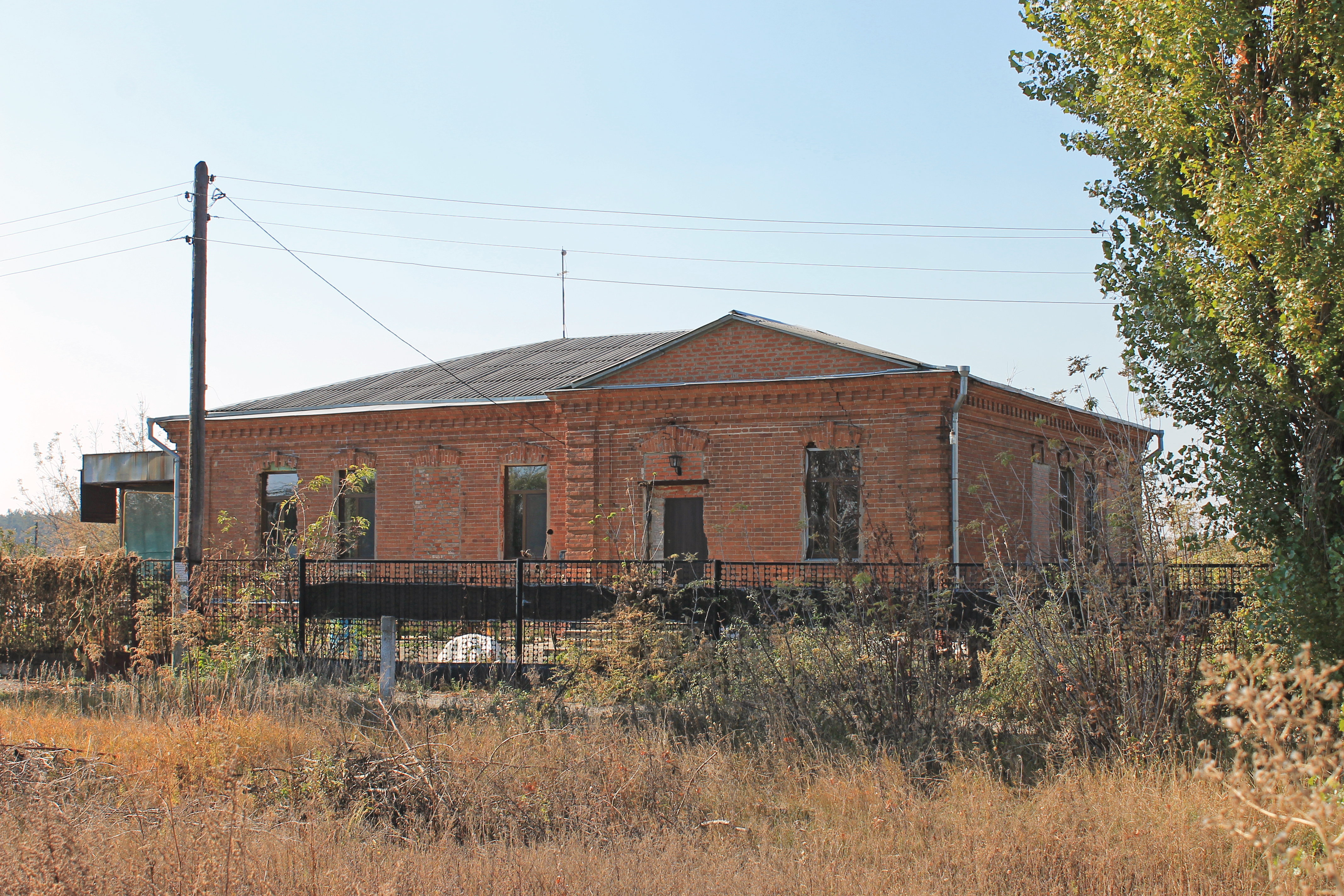
19世纪末期的庄园建筑

50°8′8″N 36°24′11″E / 50.13556°N 36.40306°E
魯斯基蒂什基（烏克蘭語：Руські Тишки）是位於烏克蘭東部的村莊，由哈爾科夫州哈爾科夫區的齊爾庫內市鎮負責管轄。該村處於哈爾科夫河畔，始建於1663年，面積3.08平方公里，海拔高度113米，2001年人口1,908。